# Paper Doll
A Paper Doll című dal az amerikai hiphop csapat, P.M. Dawn 3. kimásolt kislemeze debütáló Of the Heart, of the Soul and of the Cross: The Utopian Experience című albumukról.

## Előzmények és összetétel
Prince Be a Bomb magazinnak adott interjúban kifejtette: 

„"A "Paper Doll" alapvetően a zene egyesítése. Papírbabákat használtam annak bemutatására, hogy szerintem milyennek kell lennie egy dalnak, mint a kivágások, amelyek mindig kézenfognak". 
”

A dal hangmintákat tartalmaz a The Soul Searchers "Ashley's Roachclip", valamint Gil Scott-Heron és Brian Jackson "Angola, Louisiana" című dalaiból. Az dal az alábbi dalszöveggel kezdődik: "Imagine yourself as a link on a chain, the chain is wrapped around someone's mind / If you break off, then things start to change. And then you realize that there's no time. (Képzeld el magad, mint egy láncszem, amely valakinek az elméje köré tekeredett. Ha elszakad, a dolgok kezdenek megváltozni, és akkor rájössz, hogy nincs már sok idő) Alex Remington a Huffington Post munkatársa ezt a sort példaként említette Prince Be dalszövegeire, amelyek "szemantikailag sűrűbbek, mint szótagokban". A dalban Prince Be azt is mondja: "Imagine yourself as a cloud in the sky", and asks the audience to consider "what it would be like as a paper doll" (Képzeld magad felhőnek az égen), majd arra kéri a közönséget, éljék át, milyen lenne papírbabának lenni, milyen hatással lenne ez a környezetére, egy "idézet nélküli valós világra" hivatkozva.

## Kritikák
Simon Reynolds, a Melody Makertől így nyilatkozott: "Az év legtisztább, és legcsodálatosabb albumának egyik legszebb dala, a "Paper Doll". Tele van ájult harmoniás énekhangokkal, ami jazzes hatású. A dalszövegek borzalmasak, és veszélyesen közel vannak az új Fortherington témávhoz, azonban mégis a dal túl funkys, lágy, mint a mályvacukor".